# IBM Q System One

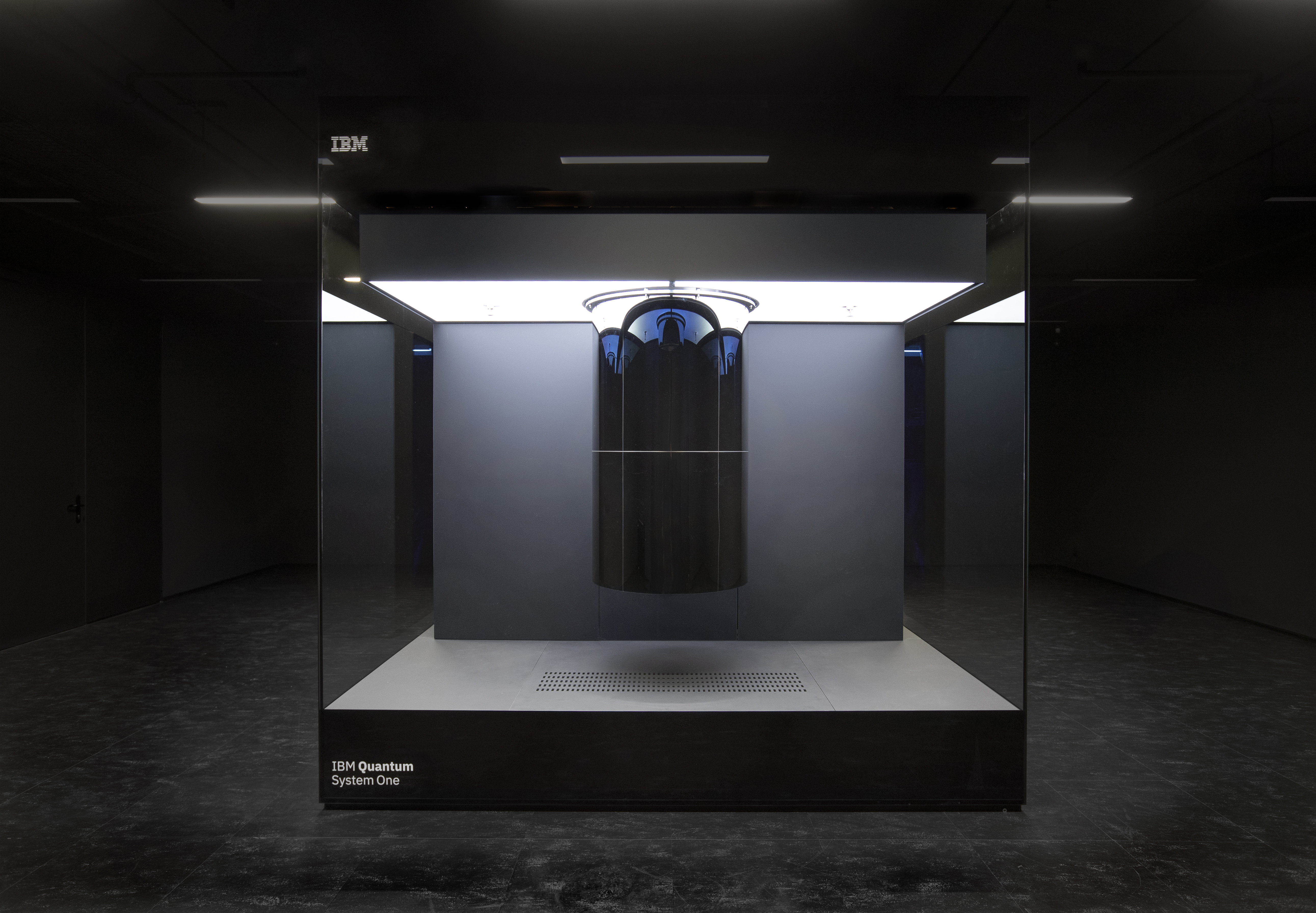
IBM Quantum System One in Ehningen (2021)

IBM Q System One ist der erste schaltkreis-basierte, kommerzielle Quantencomputer der Welt und wurde von IBM im Januar 2019 vorgestellt. IBM Q System One wurde zunächst als ein 20-Qubit Computer beschrieben. Es unterliegt einer schnellen Weiterentwicklung. 2020 berichtete IBM, mehrere 27-Qubit-Computer zur Verfügung zu haben. Diesem Quantenprozessor gab man den Namen „Falcon“. Im September 2020 wurde dann auch der Quantenprozessor „Hummingbird“ Anwendern zur Verfügung gestellt. Im November 2021 wurde ein Quantenprozessor mit 127 Qubits vorgestellt, Codename „Eagle“.
Dieses integrierte Quantencomputer-System ist in einem 9 × 9 × 9 Fuß(ca. 2,74 × 2,74 × 2,74 m) luftdichten Glaswürfel untergebracht, der die Umgebungsvariablen ordnungsgemäß aufrechterhält. Das System wurde zum ersten Mal im Sommer 2018 zwei Wochen lang in Mailand getestet.
IBM Q System One wurde von IBM Research mit Unterstützung des Map Project Office und des Universal Design Studio entwickelt. CERN, ExxonMobil, Fermilab, Argonne National Laboratory und Lawrence Berkeley National Laboratory gehören zu den Kunden, die für den Zugriff über die Cloud auf den Computer gewonnen wurden.
Vom 6. April bis 31. Mai 2019 hat das Boston Museum of Science eine temporäre Ausstellung gezeigt, in der ein Nachbau des IBM Q System One gezeigt wurde.
Im November 2020 wurde das erste System außerhalb der USA am IBM-Deutschlandsitz in Ehningen (Baden-Württemberg) installiert. Dazu wurde das Fraunhofer-Center für Quantencomputing in Ehningen bei Stuttgart gegründet. Das System erreicht >25 Qubits (nominell 27 Qubits) und wurde am 15. Juni 2021 offiziell eingeweiht.